# Kurt Krenn

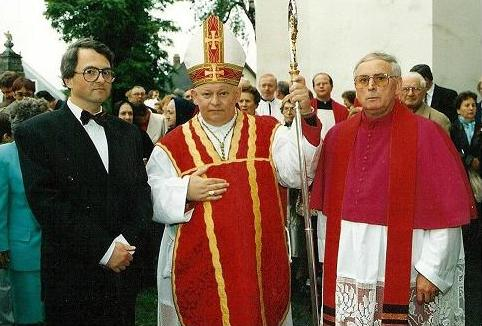
Kurt Krenn, Mitte (1992)

Kurt Krenn (* 28. Juni 1936 in Neustift im Mühlkreis, Oberösterreich; † 25. Jänner 2014 in Gerersdorf, Niederösterreich) war ein österreichischer Geistlicher. Er wurde 1987 Weihbischof der Erzdiözese Wien und war von 1991 bis 2004 Diözesanbischof von St. Pölten.

## Leben

### Kindheit und Jugend
Kurt Krenn wurde am 28. Juni 1936 in Rannariedl, in der Gemeinde Neustift im Mühlkreis in Oberösterreich, als zweites von sechs Kindern des Ehepaares Karl und Leopoldine Krenn geboren. Die Eltern Krenns waren 1941 aus der Kirche ausgetreten. Zwei ihrer Kinder waren am Ende des Zweiten Weltkrieges ungetauft. Der Vater Krenns war Lehrer und fiel im Zweiten Weltkrieg. Nach dem Krieg trat die Familie wieder in die katholische Kirche ein. Krenn besuchte die Volksschule in Oberkappel und legte die Matura am Gymnasium der Abtei Schlierbach ab. Sein Bruder Herwig war Universitätsprofessor für Romanistik in Bochum.

### Studium, Priesterweihe, wissenschaftliche Tätigkeit
Krenn trat 1954 in das Priesterseminar in Linz ein und studierte von 1955 bis 1965 Philosophie und Theologie an der Gregoriana sowie Kirchenrecht an der Lateranuniversität in Rom. Er erwarb dabei Lizentiatsabschlüsse in Theologie und Kanonischem Recht sowie das Doktorat in Philosophie mit einer Dissertation über „Sinn des Seins in der Befindlichkeit der Partizipation“ bei Thomas von Aquin. Am 7. Oktober 1962 wurde er in der Kirche Sant’Ignazio in Rom zum Priester geweiht und war dann in der Pfarrei Capena – am Rand von Rom – als Seelsorger tätig.
Nach Studienaufenthalten in Tübingen (1966–1967) und München (1967–1970), wo er als Assistent bei Wilhelm Keilbach an der theologischen Fakultät tätig war, war er von 1970 bis 1975 Professor für Philosophie an der Philosophisch-Theologischen Hochschule Linz. Im Jahr 1975 wurde er als Ordentlicher Professor auf den Lehrstuhl für Systematische Theologie an der Katholisch-Theologischen Fakultät der Universität Regensburg berufen, den er bis 1987 innehatte. Er war von 1978 bis 1994 Mitherausgeber des Archivs für Religionspsychologie, seit 1985 war er Mitherausgeber der Zeitschrift Forum Katholische Theologie, einer konservativen Abspaltung der Münchener Theologischen Zeitschrift.

### Bischof

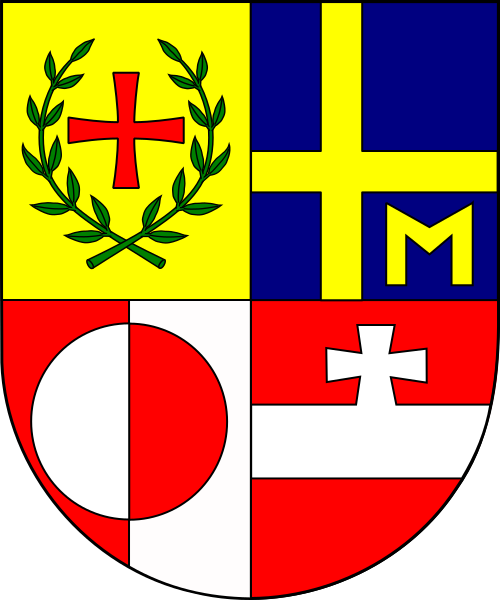
Bischofswappen von Kurt Krenn

Am 3. März 1987 wurde Krenn durch Papst Johannes Paul II. zum Weihbischof der Erzdiözese Wien (als Bischofsvikar für Kunst, Kultur und Wissenschaft) und Titularbischof von Aulon ernannt. Noch vor ersten öffentlichen Äußerungen Krenns gab es Proteste gegen seine Ernennung, die sich im Rahmen seiner Bischofsweihe am 26. April 1987 noch steigerten. Bei seinem Weg zur Weihe im Wiener Dom durch Kardinal Hans Hermann Groër brauchte er Polizeischutz, weil Demonstranten sich ihm in den Weg gelegt hatten. Der Widerstand gegen seine Ernennung führte schließlich zur Gründung der kritischen Zeitschrift Kirche intern.
Am 11. Juli 1991 erfolgte die Ernennung durch Johannes Paul II. zum Bischof der Diözese St. Pölten, seine Amtseinführung fand am 15. September desselben Jahres statt. Am 1. November 1991 nahm er den als Regularkanoniker vom Heiligen Kreuz geweihten Priester Reinhard Knittel als theologischen Referenten auf, was er bis zur Bekanntgabe im diözesanen Amtsblatt bestritt. Krenn war Vorsitzender der Finanzkommission der Österreichischen Bischofskonferenz und zugeordneter Referatsbischof für den Bereich Sport.

#### Kontroversen
Krenn war häufig Gast in den Medien und trat oft in Talkshows und Diskussionsrunden deutscher und österreichischer Fernsehanstalten auf. Unter dem Pseudonym Christianus schrieb er eine Kolumne in der Kronen Zeitung; darin ergriff er auch für sich selbst in seiner Rolle als Bischof Partei und betrieb „Propaganda in eigener Sache“. Anfangs geschah dies verdeckt, bis die Identität von Krenn als Christianus offen gelegt wurde. Krenn stellte sich gegen einen EU-Beitritt der Türkei, warnte vor einer „Islamisierung Europas“ und erklärte, Vernunft sei „nicht die Linie“ dieser Religion, und Terrorismus habe „auch immer etwas mit dem Islam zu tun“.
Mit dem Bischof von Feldkirch, Klaus Küng, dem ehemaligen Regionalvikar (Leiter) des Opus Dei in Österreich, stand er an der Spitze der restaurativen Gruppe in der österreichischen Bischofskonferenz. Als Verantwortlicher für die Studentenseelsorge übergab er die Wiener Karlskirche an das Opus Dei und wirkte an der von Opus-Dei-Priestern betreuten deutschen Buchreihe „Sinn und Sendung“ (EOS-Verlag) mit. Krenn äußerte als Weihbischof Verständnis für den antisemitischen Kult um den vorgeblich von Juden ermordeten Anderl von Rinn.
Vehement verurteilte er Scheidungen und Schwangerschaftsabbrüche. Krenn hatte die Ablehnung des Vatikans der Pille danach für Vergewaltigungsopfer im Gefolge des Kosovokriegs damit begründet, dass dies ein „göttliches Gesetz“ sei. Der Wiener Erzbischof Christoph Kardinal Schönborn kritisierte Krenns Aussagen.
Positiv äußerte Krenn sich über Jörg Haider, den ehemaligen Vorsitzenden der FPÖ, und warnte vor einer „dritten Türkenbelagerung“. Umgekehrt bezeichnete Haider Krenn als „Gottes wackeren Kugelblitz“. Zu Krenns persönlichen Freunden zählte auch Ewald Stadler (FPÖ). Den Dialog für Österreich lehnte er ab, da dessen Forderungen „schlicht unkatholisch“ seien.
Krenn sprach sich gegen weibliche Ministranten aus. Im Zusammenhang mit den Konflikten um deren Zulassung forderte Krenn den St. Pöltner Dompfarrer Johannes Oppolzer zum Rücktritt auf, den dieser 1993 verkündete. Daraufhin forderte der Pfarrgemeinderat des Doms Krenn zum Rücktritt auf. Auf die Frage Elmar Oberhausers, was passieren müsse, damit Krenn darüber nachdenke, ob sein Weg der richtige sei, antwortete dieser: „Da müsste der liebe Gott abdanken. Denn ich vertrete ja die Wahrheit, die Gott uns gibt. […] Ich vertrete die ganz normale katholische Lehre.“
Krenn stellte die Existenzberechtigung der Katholischen Männerbewegung (KMB) in Frage, als diese die kirchliche Segnung schwuler und lesbischer Partnerschaften forderte.
In der „Causa Groër“ stellte sich Krenn von Anfang an hinter den Kardinal, gegen den am 27. März 1995 im Nachrichtenmagazin „profil“ (Ausgabe 13/1995) ein ehemaliger Schüler schwere Vorwürfe wegen seinerzeitigem sexuellen Missbrauchs erhoben hatte. Daraufhin meldeten sich weitere Exschüler des Knabenseminars Hollabrunn, die von sexueller Belästigung beziehungsweise Missbrauch berichteten. Groër schwieg zunächst zu den Vorwürfen, Krenn nannte sie „denkunmöglich“. Nach dem Rücktritt Groërs am 11. April 1995 bezeichnete Krenn die Vorgänge als „Hollabrunner Lausbubengeschichten“.
Gegenüber dem Engelwerk, das unter anderem durch den Historiker Wolfgang Benz im Jahr 2020 als fundamentalistische Gemeinschaft mit dem Charakter einer Sekte und der Strukturierung eines Geheimbundes eingestuft wurde, von einigen Bischöfen aber ausdrücklich unterstützt und vom Vatikan 2008 offiziell anerkannt wurde, nahm Krenn eine grundsätzlich wertschätzende Haltung ein, kritisierte aber an der Bewegung manches „Unreife“ und „Skurrile“. Gemeinsam mit der Österreichischen Bischofskonferenz forderte er 1990 vom Engelwerk eine Distanzierung von bestimmten Lehren. Trotzdem nahm er Mitglieder des Engelwerkes in seine Diözese auf. Die Eigenaussage des Engelwerks, in Österreich sei ein Bischof Mitglied der Bewegung, wurde vielfach auf Krenn gedeutet. Der Autor Thomas M. Hofer schrieb wörtlich: „In der katholischen Kirche Österreichs ist es ein offenes Geheimnis, daß es sich dabei nur um den St. Pöltner Ortsordinarius Kurt Krenn handeln kann.“ Krenn selbst verneinte auf Nachfrage eine Mitgliedschaft ausdrücklich. 2017 schrieb der Journalist Manfred Rebhandl in der Welt, dass Krenn Mitglied des Engelwerks gewesen sei. Eine Gegendarstellung durch das Engelwerk oder durch Angehörige von Kurt Krenn gemäß § 56 RStV blieb aus. Wolfgang F. Rothe, der ehemalige Sekretär von Bischof Krenn und vormalige Kurat der Engelwerk-nahen Katholischen Pfadfinderschaft Europas (KPE), bezeichnete es 2021 als „nichts anderes als eine Legende“, dass Krenn derartigen Organisationen persönlich nahegestanden habe. 2022 bestätigte Johanna Beck, Sprecherin des Betroffenenbeirats der Deutschen Bischofskonferenz und wie Rothe ehemaliges KPE-Mitglied, Krenns Mitgliedschaft im Engelwerk.
Krenn nahm außerdem die Kongregation der Diener Jesu und Mariens (SJM) in die Diözese auf. Die deutschen Bischöfe von Augsburg und Bamberg hatten dem Orden nicht gestattet, sein Generalat in ihren Diözesen zu errichten. Krenn dagegen erlaubte ihm, sich im Schloss Auhof bei Blindenmarkt offiziell niederzulassen. Krenn stellte in seiner Silvesterpredigt 1995 neben dem SJM-Orden auch die Gemeinschaft der Seligpreisungen und die Gemeinschaft vom heiligen Josef als in seiner Diözese jetzt tätige religiöse Vereinigungen vor. Alle drei Gruppierungen verfügten nach einer 2004 vorgenommenen Einschätzung von Journalisten der Tageszeitung Der Standard unter Berufung auf „liberale Kirchenkenner“ über eine „kräftige fundamentalistische Grundierung“; im Bistum St. Pölten habe sich durch die Ansiedlung der Gruppierungen „ein extrem konservatives Netzwerk entwickelt“.

#### Skandal um Kinderpornografie und Rücktritt
Im Herbst 2003 kam es um das Priesterseminar der Diözese St. Pölten zu einem Skandal wegen homosexueller Handlungen und kinderpornografischer Fotos. Der Priesteramtsanwärter Piotr Zarlinski, der die Kinderpornos gehortet hatte, wurde rechtskräftig zu einer halbjährigen bedingten Freiheitsstrafe verurteilt. Zusätzlich gab es Gerüchte um homosexuelle Beziehungen im Priesterseminar, die sich angeblich später bestätigt haben sollen. Krenn bezeichnete die Vorgänge als „Bubendummheiten“. Der Skandal rief massive inner- und außerkirchliche Kritik hervor. Der Pastoraltheologe Paul Zulehner erklärte in einem Interview mit der Welt, dass Kurt Krenn alkoholabhängig sei und daher seine Amtsgeschäfte nicht mehr angemessen erledigen könne. Krenn hatte sich zuvor in einer Münchner Klinik einer Entziehungskur wegen Alkoholsucht unterzogen. Wegen dieses Skandals wurde der Vorarlberger Bischof Klaus Küng zur Untersuchung der Vorwürfe zum Apostolischen Visitator berufen. Das Priesterseminar wurde mit Dekret vom 11. August 2004 von Krenn „in Übereinstimmung mit dem Apostolischen Visitator und mit der Kongregation für das Katholische Bildungswesen“ vorübergehend geschlossen. Am 29. September 2004 trat Krenn auf Wunsch von Papst Johannes Paul II. von seinem Bischofsamt zurück, allerdings ohne die Vorwürfe selbst zu bestätigen. Zum neuen Bischof der Diözese wurde schließlich der Apostolische Visitator Klaus Küng ernannt. Dieser machte einige der umstrittensten Anordnungen Krenns rückgängig, zum Beispiel die rechtlich zwar ausgesprochene, aber aufgrund der Weigerung des zuständigen Abtes Clemens Lashofer nie durchgesetzte Abberufung von Udo Fischer, dem Krenn gegenüber kritisch eingestellten Pfarrer von Paudorf. Im Zuge dieser Affäre in der Diözese St. Pölten, die Zulehner als „pastoralen Super-GAU“ bezeichnete, sollen tausende Katholiken aus der Kirche ausgetreten sein.
Nach seinem Rücktritt lebte Krenn von der Öffentlichkeit zurückgezogen und hatte zunehmend mit gesundheitlichen Einschränkungen zu kämpfen. Er starb am 25. Jänner 2014 nach langer Krankheit in der Pflegestation des Klosters der Dienerinnen der Immaculata in Gerersdorf bei St. Pölten, wo er in den letzten Jahren betreut worden war. Bestattet wurde Krenn in der Bischofsgruft des St. Pöltner Doms.

## Kritik und Würdigung
Das Wirken Krenns rief zahlreiche kritische Kommentare hervor. So wurde er in einem Artikel der NZZ als reaktionär und fundamentalistisch bezeichnet. Er habe Personen, die sich als Opfer sexuellen Missbrauchs beschrieben und die gegen den Wiener Kardinal Groër aussagten, als „Lausbuben“ denunziert. Der katholische Theologe und Psychoanalytiker Alfred Kirchmayr schrieb: „Kurt Krenn ist offensichtlich ein engstirniger und engherziger katholischer Fundamentalist, der dem Geheimbund ‚Opus Dei‘, einer sehr mächtigen und weltweit agierenden Organisation mit päpstlichem Segen, innig verbunden ist“.
Im päpstlichen Telegramm vom 8. Februar 2014, das beim Requiem verlesen wurde, heißt es über Krenn: „Als treuer Sohn der Kirche hat der Verstorbene in seinem wissenschaftlichen und bischöflichen Wirken mit Scharfsinn und Leidenschaft danach gestrebt, den Menschen die Wirklichkeit und Wahrheit Gottes zu erschließen.“
Der Niederösterreichische Landeshauptmann Erwin Pröll (ÖVP) bezeichnete die Zusammenarbeit mit der Diözese St. Pölten unter Krenn als äußerst korrekt. Er würdigte die „starke Werthaltung“ Krenns und hob die „Handschlagqualität“ des „streitbaren Mannes der Kirche“ hervor.
Der evangelische Superintendent Paul Weiland würdigte Krenn: Die Begegnungen mit ihm seien stets respektvoll gewesen, „auch im Wissen, dass unsere Einstellung und unsere Positionen immer wieder unterschiedlich waren“. Persönlich sei er „jedenfalls einem anderen Bischof Krenn begegnet“, als dieser „in den Medien und in so manchen Auseinandersetzungen präsent war“.

## Auszeichnungen
- 2001: Großes Goldenes Ehrenzeichen mit dem Stern für Verdienste um die Republik Österreich[54]

## Publikationen
- Vermittlung und Differenz? Vom Sinn des Seins in der Befindlichkeit der Partizipation beim hl. Thomas von Aquin. Analecta Gregoriana (Cura Pontificae Universitatis Gregorianae edita), Vol. 121. Series Facultatis Philosophicae: sectio B, n. 10, Libreria Editrice dell’Università Gregoriana, Roma 1962 (= Dissertation).
- Die wirkliche Wirklichkeit Gottes: Gott in der Sprache heutiger Probleme. (Abhandlungen zur Philosophie, Psychologie, Soziologie der Religion und Ökumenik, Neue Folge, Bd. 30), Schöningh, München, Paderborn, Wien 1974, ISBN 3-506-70180-0.
- Die scholastische Methode als anthropologische Austragung der Wahrheit. In: Theologie und Glaube 64 (1974) 411 ff und 65 (1975) 99 ff.
- Das „Systematische“ in der Theologie. In: Theologie und Glaube 66 (1976) 300 ff.
- Katholizismus und die Philosophie des deutschen Idealismus. In: Albrecht Langner (Hrsg.): Katholizismus und philosophische Strömungen in Deutschland. (Tagungsband [Okt. 1981] des Arbeitskreises „Deutscher Katholizismus im 19. und 20. Jahrhundert“), Schöningh, Paderborn 1982, ISBN 3-506-70738-8.
- Das Verhältnis von instrumenteller und wesentlicher Vernunft als das Problem der Metaphysik in der Theologie. Ein Beitrag zum Studium der Philosophie im Theologiestudium. In: Forum Katholische Theologie 1 (1985), 264–285.
- Gemeinsamkeit der Würde – Verschiedenheit des Dienstes. Zur theologischen Rationalität des Unterschiedes von Priester und Laie. In: Jürgen Liminski u. a.: Die Stunde des Laien. Laie und Priester 20 Jahre nach dem Konzil. St. Ottilien 1987, 107–145.
- Das Prinzip Person in Kirche und Hierarchie. Festvortrag für Bischof Josef Stimpfle am 29. Oktober 1988 in Augsburg. In: Forum Katholische Theologie 5 (1989), 51–65.
- Glaube und Kirche heute. Zeitung „Der 13.“, Kleinzell 1989.
- Zur Situation heutiger Theologie angesichts einer Neuevangelisierung Europas. Zeitung „Der 13.“, Kleinzell 1989.
- Des Menschen Gotteserkenntnis und Gotteserfahrung als theologisches Paradigma Mariens. In: Anna Coreth und Ildefons Fux (Hrsg.): Servitium Pietatis. Festschrift für Hans Hermann Kardinal Groer zum 70. Geburtstag. Salterrae, Maria Roggendorf 1989, 68–88.
- Mit Erwin Möde: Priesterausbildung und Tiefenpsychologie. (Ed. Psychosymbolik), München 1990, ISBN 3-925350-32-2.
- Gottes Abbild im Nichts? In: U. Zöller (Hrsg.:) Die Zukunft unseres Lebens. Antworten auf den Tod. Aschaffenburg 1991, 86–90.
- Der theologische Begriff der Schuld. In: H. W. Kaluza u. a. (Hrsg.:) Glaube und Politik. Festschrift für Robert Prantner. Duncker & Humblot, Berlin 1991, 41–52.
- „Wer sie hört, hört Christus, und wer sie verachtet, verachtet Christus und ihn, der Christus gesandt hat.“ Gedanken zu Weihe und Amt des Bischofs. In: Eugen Kleindienst und Georg Schmuttermayr (Hrsg.:) Kirche im Kommen. Festschrift für Bischof Josef Stimpfle. Propyläen, Berlin 1991, 531–552.
- Worte auf dem Weg. Gedanken eines Hirten der Kirche. Zusammengestellt und herausgegeben von Werner Schmid. St. Josef, Kleinhain 1999 (2. Aufl.), ISBN 3-901853-04-9.
- Capax Dei. Die Gott-Fähigkeit des Menschen. Philosophische Aspekte. St. Josef, Kleinhain 2013, ISBN 978-3-901853-27-2.
- Christianus. 50 Zeilen mit Gott, hrsg. von Rudolf Födermayr, Oberkappel 2015, ISBN 978-3-200-04173-8.